# Championnat de Bohême et Moravie de football
Le championnat de Bohême et Moravie de football (Mistrovství Čech a Moravy) est une compétition régionale de football austro-hongroise organisée de 1896 à 1902 dans le Royaume de Bohême et le Margraviat de Moravie.

## Histoire
Les premières compétitions de football en Tchéquie datent de 1896 où un premier tournoi est organisé à Prague. En 1896 et 1897, deux tournois se déroulent au printemps et en automne. Le championnat de Bohême lui succède en 1902. 
En 1938, à la suite d'une décision d'Adolf Hitler, la Tchécoslovaquie est coupée en deux, entrainant la création du Protectorat de Bohême-Moravie. Un championnat est ainsi organisé jusqu'en 1944. 

## Palmarès

### 1896 à 1902
| Saison    | Champion       | Vice-champion   |
| --------- | -------------- | --------------- |
| 1896 (I)  | ČFK Kickers    | Slavia Prague   |
| 1896 (II) | DFC Prague     | Sparta Prague   |
| 1897 (I)  | Slavia Prague  | Slavia Prague B |
| 1897 (II) | Slavia Prague  | AC Prague       |
| 1898      | Slavia Prague  | Sparta Prague   |
| 1899      | Slavia Prague  | Slavia Prague B |
| 1900      | Slavia Prague  | Slavia Prague B |
| 1901      | Slavia Prague  | ČAFC Vinohrady  |
| 1902      | ČAFC Vinohrady | AFK Karlín      |

### 1938 à 1944
| Saison    | Champion      | Vice-champion |
| --------- | ------------- | ------------- |
| 1939-1940 | Slavia Prague | Sparta Prague |
| 1940-1941 | Slavia Prague | SK Plzeň      |
| 1941-1942 | Slavia Prague | SK Prostějov  |
| 1942-1943 | Slavia Prague | Sparta Prague |
| 1943-1944 | Sparta Prague | Slavia Prague |